# Platformspil
Platformspil er en genre inden for computerspil. De ældste spil fra denne genre var 2D platformspil hvor man så det hele fra siden. Det er også her navnet stammer fra, i det det gik ud på at springe fra den ene platform til den anden. Senere kom 3D platformspillene hvor man bevægede sig rundt i et frit område.

Eksempler på kendte platformspil:
- Beyond Good & Evil (Ubisoft) Platform/Adventure
- Crash Bandicoot (Naughty Dog)
- Psychonauts (Double Fine Productions)
- Rayman (Ubisoft)
- Skullmonkeys (The Neverhood, Inc.)
- Super Mario (Nintendo)
- Sonic (Sega)

| computerspil | Spire Denne computerspilsrelaterede artikel er en spire som bør udbygges. Du er velkommen til at hjælpe Wikipedia ved at udvide den. |